# هارون كوهل
هارون كوهل (بالإنجليزية: Aaron Kuhl)‏ هو لاعب كرة قدم بريطاني في مركز الوسط، ولد في 30 يناير 1996 في باث في المملكة المتحدة. شارك مع منتخب إنجلترا تحت 19 سنة لكرة القدم ومنتخب إنجلترا تحت 20 سنة لكرة القدم. أما مع النوادي، فقد لعب مع دندي يونايتد ونادي ريدنغ.

## وصلات خارجية
- هارون كوهل على موقع قاعدة بيانات كرة القدم.إي يو (الإنجليزية)
- هارون كوهل على موقع Soccerbase.com (لاعب) (الإنجليزية)
- هارون كوهل على موقع Soccerway.com (الإنجليزية)